# Ruy Barbosa (Bahia)
Ruy Barbosa – miasto i gmina w Brazylii, w stanie Bahia. Znajduje się w mezoregionie Centro-Norte Baiano i mikroregionie Itaberaba.